# Championnats d'Amérique du Sud d'athlétisme 1999
Navigation
Mar del Plata 1997 Manaus 2001
Les 40e Championnats d'Amérique du Sud d'athlétisme ont eu lieu du 25 au 27 juin 1999 à Bogota, en Colombie. Les performances sont donc considérées comme ayant été réalisées en altitude.

## Résultats

### Hommes
| Épreuve | Or                                                                                 | Or                 | Argent                                                               | Argent             | Bronze                                                                | Bronze             |
| --- | ---------------------------------------------------------------------------------- | ------------------ | -------------------------------------------------------------------- | ------------------ | --------------------------------------------------------------------- | ------------------ |
| 100 m | André Domingos Brésil                                                              | 10 s 06 CR         | Sebastián Keitel Chili                                               | 10 s 13            | Heber Viera Uruguay                                                   | 10 s 15            |
| 200 m | Édson Ribeiro Brésil                                                               | 20 s 54 w          | Ricardo Roach Chili                                                  | 20 s 59 w          | Heber Viera Uruguay                                                   | 20 s 76 w          |
| 400 m | Anderson dos Santos Brésil                                                         | 45 s 39 CR         | John Mena Colombie                                                   | 46 s 16            | Inácio Leão Filho Brésil                                              | 46 s 18            |
| 800 m | Hudson de Souza Brésil                                                             | 1 min 49 s 82      | Flavio Godoy Brésil                                                  | 1 min 50 s 00      | José Luis Hincapié Colombie                                           | 1 min 51 s 11      |
| 1 500 m | Mauricio Ladino Chili                                                              | 3 min 49 s 95      | Márcio da Silva Brésil                                               | 3 min 51 s 38      | Alonso Pérez Colombie                                                 | 3 min 51 s 51      |
| 5 000 m | Silvio Guerra Équateur                                                             | 14 min 20 s 35     | Franklin Tenorio Équateur                                            | 14 min 34 s 21     | Valdenor dos Santos Brésil                                            | 14 min 37 s 75     |
| 10 000 m | Silvio Guerra Équateur                                                             | 30 min 30 s 20     | Vicente Chura Pérou                                                  | 30 min 55 s 24     | Franklin Tenorio Équateur                                             | 30 min 57 s 12     |
| 3000 m steeple | Pablo Ramírez Équateur                                                             | 9 min 11 s 21      | Giovanni Morejón Bolivie                                             | 9 min 16 s 10      | Diego Grisales Colombie                                               | 9 min 19 s 79      |
| 110 m haies | Luiz André Balcers Brésil                                                          | 13 s 76 CR         | Paulo Villar Colombie                                                | 14 s 31            | Márcio de Souza Brésil                                                | 14 s 37            |
| 400 m haies | Eronilde de Araújo Brésil                                                          | 49 s 13            | Cleverson da Silva Brésil                                            | 49 s 50            | Llimy Rivas Colombie                                                  | 50 s 41            |
| Saut en hauteur | Fabrício Romero Brésil                                                             | 2,26 m =CR         | Gilmar Mayo Colombie                                                 | 2,26 m             | Erasmo Jara Argentine                                                 | 2,21 m             |
| Saut à la perche | Ricardo Diez Venezuela                                                             | 5,20 m             | Javier Benítez Argentine                                             | 5,00 m             | Cristián Aspillaga Chili                                              | 5,00 m             |
| Saut en longueur | Lewis Asprilla Colombie                                                            | 7,96 m (NR)        | Cláudio Novaes Brésil                                                | 7,78 m             | Sérgio dos Santos Brésil                                              | 7,77 m             |
| Triple saut | Anísio Silva Brésil                                                                | 16,48 m            | Johnny Rodríguez Venezuela                                           | 16,45 m w          | Sérgio dos Santos Brésil                                              | 16,20 m            |
| Lancer du poids | Édson Miguel Brésil                                                                | 17,86 m            | Marco Antonio Verni Chili                                            | 17,83 m            | Jhonny Rodríguez Colombie                                             | 16,97 m            |
| Lancer du disque | Marcelo Pugliese Argentine                                                         | 59,23 m            | Julio Piñero Argentine                                               | 57,92 m            | João dos Santos Brésil                                                | 55,82 m            |
| Lancer du marteau | Juan Cerra Argentine                                                               | 72,09 m CR         | Eduardo Acuña Pérou                                                  | 64,52 m            | Adrián Marzo Argentine                                                | 64,09 m            |
| Lancer du javelot | Nery Kennedy Paraguay                                                              | 78,89 m CR         | Luis Lucumí Colombie                                                 | 73,58 m            | Luiz da Silva Brésil                                                  | 73,57 m            |
| Décathlon | Santiago Lorenzo Argentine                                                         | 7 344 pts          | Édson Bindilatti Brésil                                              | 7 196 pts          | Diógenes Estévez Venezuela                                            | 7 135 pts          |
| 20 000 m marche | Sérgio Galdino Brésil                                                              | 1 h 31 min 01 s 68 | Nixon Zambrano Colombie                                              | 1 h 32 min 49 s 76 | Mário dos Santos Brésil                                               | 1 h 33 min 50 s 59 |
| 4 × 100 m | Brésil Raphael de Oliveira Claudinei da Silva Édson Ribeiro André Domingos         | 38 s 46 CR         | Argentine Ivan Altamirano Gabriel Simon Guillermo Cacián Carlos Gats | 39 s 96            | Chili Ricardo Roach Fabian Aguilera Rodrigo Roach Juan Pablo Faundez  | 39 s 98            |
| 4 × 400 m | Brésil Claudinei da Silva Inácio Leão Filho Eronilde de Araújo Anderson dos Santos | 3 min 2 s 09 CR    | Colombie John Mena Llimy Rivas Alexander Mena Julio César Rojas      | 3 min 4 s 52       | Argentine Gustavo Aguirre Carlos Gats Guillermo Cacián Damián Spector | 3 min 8 s 53 (NR)  |
| Records et Performances - AR : Record continental (area record) - CR : Record des championnats (championship record) - MR : Record du meeting (meet record) - NR : Record national (national record) - OR : Record olympique (olympic record) - PR : Record paralympique (paralympic record) - PB : Record personnel (personal best) - SB : Meilleure performance personnelle de la saison (season's best) - WL : Meilleure performance mondiale de l'année (world leader) - WJR : Record du monde junior (world junior record) - WR : Record du monde (world record) Circonstances et Conditions - DNF : N'a pas terminé (did not finish) - DNS : N'a pas pris le départ (did not start) - DQ : Disqualification (disqualification) - NM : Aucun essai valable enregistré (No Mark) - Q : Qualifié « directement » au prochain tour (ou à la prochaine compétition), lors d'une compétition majeure, grâce au classement ou à la réalisation des minima (automatic qualifier) - q : Qualifié au prochain tour (ou à la prochaine compétition), lors d'une compétition majeure, grâce au repêchage ou à la réalisation de l'une des meilleures performances parmi celles des « non qualifiés directement » (grâce au meilleur temps ou à la meilleure distance par exemple) (secondary qualifier) |                                                                                    |                    |                                                                      |                    |                                                                       |                    |

### Femmes
| Épreuve | Or                                                                         | Or                   | Argent                                                                    | Argent            | Bronze                                                                   | Bronze                         |
| --- | -------------------------------------------------------------------------- | -------------------- | ------------------------------------------------------------------------- | ----------------- | ------------------------------------------------------------------------ | ------------------------------ |
| 100 m | Lucimar de Moura Brésil                                                    | 11 s 17 CR           | Mirtha Brock Colombie                                                     | 11 s 44           | Kátia de Jesus Santos Brésil                                             | 11 s 59                        |
| 200 m | Lucimar de Moura Brésil                                                    | 22 s 60 CR           | Felipa Palacios Colombie                                                  | 22 s 97           | Cleide Amaral Brésil                                                     | 23 s 74                        |
| 400 m | Norfalia Carabalí Colombie                                                 | 52 s 92              | Ana Paula Pereira Brésil                                                  | 53 s 56           | Lorena de Oliveira Brésil                                                | 54 s 73                        |
| 800 m | Luciana Mendes Brésil                                                      | 2 min 05 s 62        | Janeth Lucumí Colombie                                                    | 2 min 06 s 51     | Marlene Moreira Brésil                                                   | 2 min 08 s 70                  |
| 1 500 m | Bertha Sánchez Colombie                                                    | 4 min 35 s 72        | Fabiana Cristine da Silva Brésil                                          | 4 min 37 s 68     | Célia dos Santos Brésil                                                  | 4 min 41 s 73                  |
| 5 000 m | Stella Castro Colombie                                                     | 16 min 45 s 63       | Bertha Sánchez Colombie                                                   | 17 min 02 s 89    | Erika Olivera Chili                                                      | 17 min 15 s 17                 |
| 10 000 m | Stella Castro Colombie                                                     | 34 min 30 s 92       | Erika Olivera Chili                                                       | 34 min 45 s 70    | Sonia Calizaya Bolivie                                                   | 36 min 17 s 45                 |
| 100 m haies | Maurren Maggi Brésil                                                       | 13 s 05 CR           | Verónica Depaoli Argentine                                                | 13 s 45           | Princesa Oliveros Colombie                                               | 13 s 49                        |
| 400 m haies | Ana Paula Pereira Brésil                                                   | 58 s 06              | Luciana França Brésil                                                     | 58 s 55           | Princesa Oliveros Colombie                                               | 58 s 77                        |
| Saut en hauteur | Luciane Dambacher Brésil                                                   | 1,87 m               | Glaucia da Silva Brésil                                                   | 1,81m             | Caterine Ibargüen Colombie                                               | 1,76 m                         |
| Saut à la perche | Alejandra García Argentine                                                 | 4,30 m CR            | Déborah Gyurcsek Uruguay                                                  | 3,75 m            | Fabiana Murer Brésil                                                     | 3,70 m                         |
| Saut en longueur | Maurren Maggi Brésil                                                       | 7,26 m CR            | Luciana dos Santos Brésil                                                 | 6,81 m            | Gilda Massa Pérou                                                        | 6,68 m w                       |
| Triple saut | Luciana dos Santos Brésil                                                  | 13,90 m              | Mónica Falcioni Uruguay                                                   | 13,57 m           | Andrea Ávila Argentine                                                   | 13,57 m                        |
| Lancer du poids | Elisângela Adriano Brésil                                                  | 19,02 m CR           | Alexandra Amaro Brésil                                                    | 15,21 m           | Marianne Berndt Chili                                                    | 15,00 m                        |
| Lancer du disque | Elisângela Adriano Brésil                                                  | 60,27 m CR           | Luz Dary Castro Colombie                                                  | 50,95 m           | Liliana Martinelli Argentine                                             | 49,11 m                        |
| Lancer du marteau | Karina Moya Argentine                                                      | 60,69 m CR           | María Eugenia Villamizar Colombie                                         | 58,26 m           | Josiane Soares Brésil                                                    | 57,23 m                        |
| Lancer du javelot | Sabina Moya Colombie                                                       | 58,81 m CR           | Sueli dos Santos Brésil                                                   | 58,16 m           | Zuleima Araméndiz Colombie                                               | 55,77 m                        |
| Heptathlon | Euzinete dos Reis Brésil                                                   | 5 741 pts            | Elisete Gomes Brésil                                                      | 5 669 pts         | Flor Robledo Colombie                                                    | 5 474 pts                      |
| 20 000 m marche | Miriam Ramón Équateur                                                      | 1 h 39 min 27 s 0 CR | Geovana Irusta Bolivie                                                    | 1 h 39 min 42 s 0 | Cristina Bohórquez Colombie                                              | 1 h 43 min 49 s 5              |
| 4 × 100 m | Colombie Mirtha Brock Felipa Palacios Patricia Rodríguez Norfalia Carabalí | 44 s 12 CR           | Équateur Martha Gonzalez Maritza Valencia Zulay Nazareno Ondina Rodriguez | 48 s 13           | Pas d’autre médaille attribuée                                           | Pas d’autre médaille attribuée |
| 4 × 400 m | Colombie Patricia Rodríguez Norma González Mirtha Brock Norfalia Carabalí  | 3 min 32 s 74        | Brésil Ana Paula Pereira Lorena Oliveira Luciana Mendes Luciana França    | 3 min 37 s 88     | Équateur Maritza Valencia Zulay Nazareno Mercy Colorado Ondina Rodriguez | 3 min 49 s 05                  |
| Records et Performances - AR : Record continental (area record) - CR : Record des championnats (championship record) - MR : Record du meeting (meet record) - NR : Record national (national record) - OR : Record olympique (olympic record) - PR : Record paralympique (paralympic record) - PB : Record personnel (personal best) - SB : Meilleure performance personnelle de la saison (season's best) - WL : Meilleure performance mondiale de l'année (world leader) - WJR : Record du monde junior (world junior record) - WR : Record du monde (world record) Circonstances et Conditions - DNF : N'a pas terminé (did not finish) - DNS : N'a pas pris le départ (did not start) - DQ : Disqualification (disqualification) - NM : Aucun essai valable enregistré (No Mark) - Q : Qualifié « directement » au prochain tour (ou à la prochaine compétition), lors d'une compétition majeure, grâce au classement ou à la réalisation des minima (automatic qualifier) - q : Qualifié au prochain tour (ou à la prochaine compétition), lors d'une compétition majeure, grâce au repêchage ou à la réalisation de l'une des meilleures performances parmi celles des « non qualifiés directement » (grâce au meilleur temps ou à la meilleure distance par exemple) (secondary qualifier) |                                                                            |                      |                                                                           |                   |                                                                          |                                |

## Tableau des médailles
| Rang | Nation    | Or | Argent | Bronze | Total |
| ---- | --------- | -- | ------ | ------ | ----- |
| 1    | Brésil    | 23 | 14     | 15     | 52    |
| 2    | Colombie  | 7  | 12     | 11     | 30    |
| 3    | Argentine | 5  | 4      | 5      | 14    |
| 4    | Équateur  | 4  | 2      | 2      | 8     |
| 5    | Chili     | 2  | 4      | 4      | 10    |
| 6    | Venezuela | 1  | 1      | 1      | 3     |
| 7    | Paraguay  | 1  | 0      | 0      | 1     |
| 8    | Uruguay   | 0  | 2      | 2      | 4     |
| 9    | Pérou     | 0  | 2      | 1      | 3     |
| 9    | Bolivie   | 0  | 2      | 1      | 3     |